# Жућкасти пиринчев пацов
Жућкасти пиринчев пацов или жућкасти пиринчев хрчак (лат. Aegialomys xanthaeolus, енгл. yellowish rice rat, рус. Желтоватый рисовый хомяк) је врста сисара из реда глодара и породице хрчкова (Cricetidae). 

## Распрострањење
Врста је присутна у Еквадору и Перуу.

## Станиште
Жућкасти пиринчев пацов има станиште на копну.

## Угроженост
Ова врста није угрожена, и наведена је као последња брига јер има широко распрострањење.

### Популациони тренд
Популација ове врсте је стабилна, судећи по доступним подацима.